# Apple A8X
Apple A8X — 64-бітний ARM-мікропроцесор компанії Apple із серії Apple Ax, ймовірно, має три процесорних ядра. Реалізує набір інструкцій ARMv8-A, використовується в планшетах iPad Air 2. Процесор в чому аналогічний процесору A8 і так само відноситься за формулюванням Apple до класу десктопних процесорів (Desktop Processor), завдяки багатозадачності і широкому спектру виконуваних завдань.

## Опис
Процесор Apple A8X був представлений компанією Apple 16 жовтня 2014 на презентації планшета iPad Air 2. Процесор містить близько 3 млрд транзисторів і є 64-бітовим ARM-чипом, з більш розвиненою 64-бітної архітектурою і підвищеною графічною продуктивністю в порівнянні з попереднім поколінням чипів Apple A7. За заявою Apple, CPU-продуктивність процесора зросла на 40%, а його графічна продуктивність в 2,5 рази вища в порівнянні з чипом Apple A7.
Для поліпшення енергоефективності в продуктах Apple використовується співпроцесор (мікроконтролер) NXP LPC18B1UK з ядром ARM Cortex-M3 (торгова марка Apple M8), що обробляє сигнали з різних датчиків (акселерометри, гіроскопи, барометр, датчик освітлення тощо).

## Використання
Пристрої, що використовують мікропроцесор Apple A8X:
- iPad Air 2 — жовтень 2014